# Fort Sumter

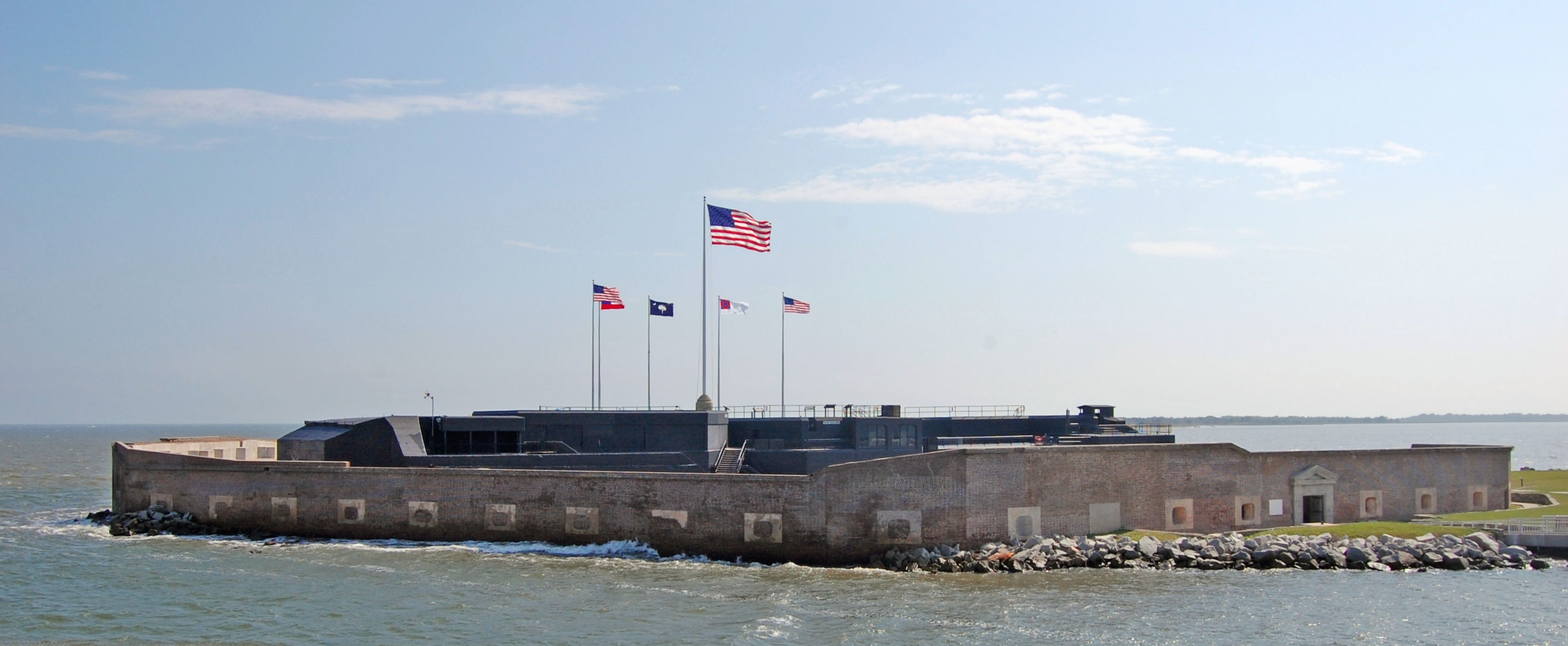
Fort Sumter 2009.

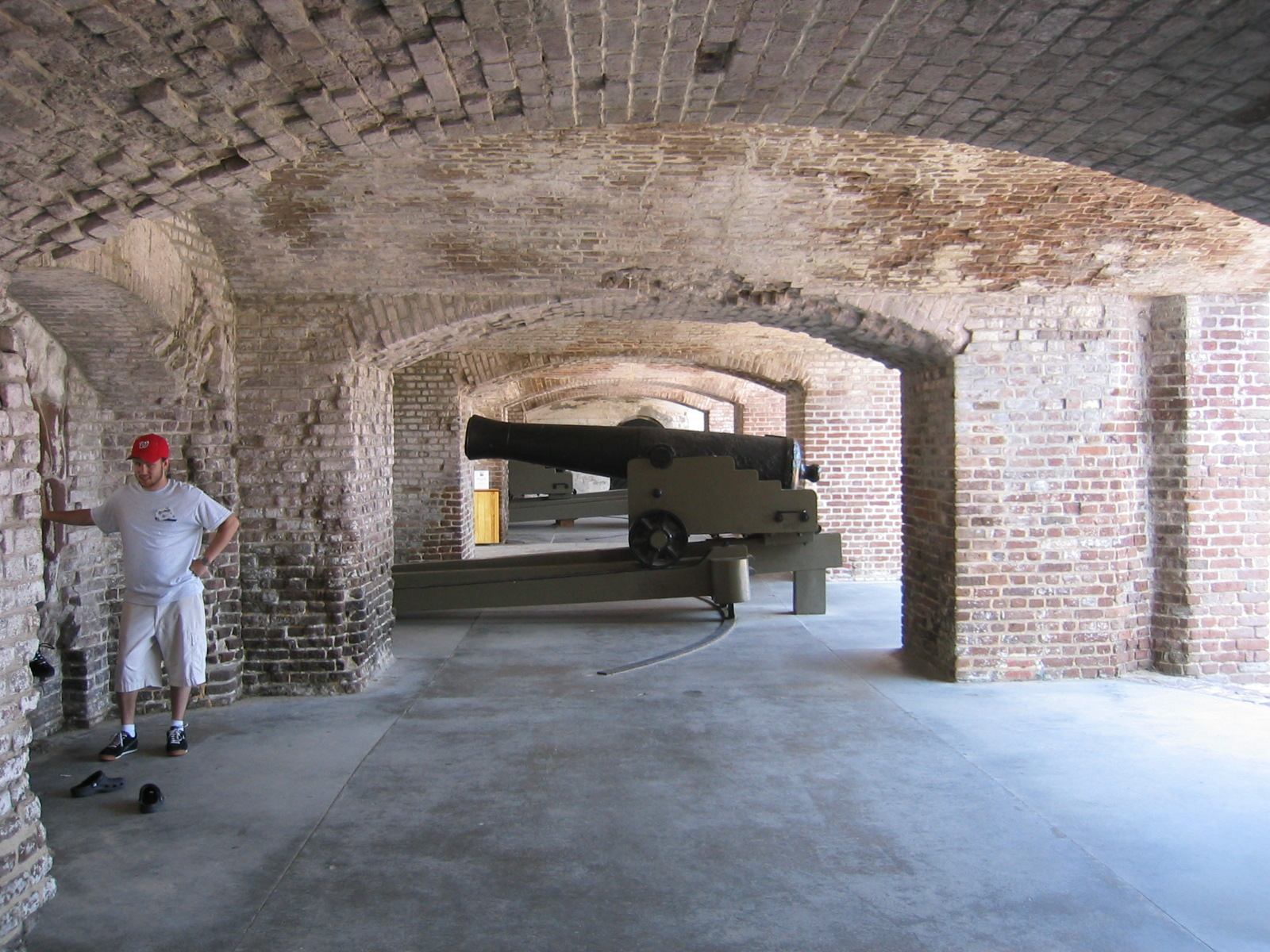
Fort Sumter nationalmonument

Fort Sumter är en amerikansk militär installation från 1800-talet, som började byggas 1829. Fortet ligger på en ö i inloppet till staden Charleston vid South Carolinas kust. Det var här som det amerikanska inbördeskriget inleddes genom slaget vid Fort Sumter 12–14 april 1861. Fortet är uppkallat efter Thomas Sumter. 1861 erövrade sydstatstrupper fortet från nord och fyra år senare lyckades nordstatstrupper erövra det tillbaka.